# Òlt i Garona
Òlt i Garona (47) (en francès Lot-et-Garonne i en occità Òlt e Garona, i també Òut e Garona) és un departament francès situat a la regió Nova Aquitània. Rep el seu nom pels rius Òlt i Garona.

## Ciutats
- Agen, antiga Agenum